# Harvey Helm
Harvey Helm (* 2. Dezember 1865 in Danville, Kentucky; † 3. März 1919 in Columbus, Mississippi) war ein US-amerikanischer Politiker. Zwischen 1907 und 1919 vertrat er den Bundesstaat Kentucky im US-Repräsentantenhaus.

## Werdegang
Harvey Helm besuchte die Stanford Male Academy und danach bis 1887 die Central University of Kentucky. Nach einem anschließenden Jurastudium und seiner 1890 erfolgten Zulassung als Rechtsanwalt begann er in Stanford in diesem Beruf zu arbeiten. Zwischen 1897 und 1905 war er Bezirksstaatsanwalt im Lincoln County.
Politisch war Helm Mitglied der Demokratischen Partei. Im Jahr 1894 saß er als Abgeordneter im Repräsentantenhaus von Kentucky; im Juli 1900 war er Delegierter zur Democratic National Convention in Kansas City, auf der William Jennings Bryan zum zweiten Mal als Präsidentschaftskandidat nominiert wurde. Bei den Kongresswahlen des Jahres 1906 wurde Helm im achten Wahlbezirk von Kentucky in das US-Repräsentantenhaus in Washington, D.C. gewählt. Dort trat er am 4. März 1909 die Nachfolge von George G. Gilbert an. Nach sechs Wiederwahlen konnte er bis zu seinem Tod am 3. März 1919 im Kongress verbleiben. Er war auch für die am 4. März 1919 beginnende Legislatur gewählt worden. Nach einer Nachwahl fiel dieses Mandat dem Republikaner King Swope zu.
In Helms Zeit als Kongressabgeordneter fielen der Erste Weltkrieg sowie die Ratifizierung des 16. und des 17. Verfassungszusatzes. Von 1911 bis 1913 war er Vorsitzender des Ausschusses zur Überwachung der Ausgaben des Kriegsministeriums. Harvey Helm starb am 3. März 1919 in Columbus und wurde in Stanford beigesetzt.